# Henrique João de Barahona Fernandes

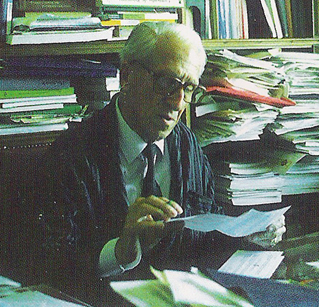
Henrique João de Barahona Fernandes (1991)

Henrique João de Barahona Fernandes (geboren 31. Juli 1907 in Vinhais; gestorben 22. Januar 1992 in Lissabon) war ein portugiesischer Psychiater.  

## Leben
Henrique João de Barahona Fernandes war ein Sohn des Arztes António Fernandes, der eine Zeit in der Praxis von António Egas Moniz als Assistent arbeitete. Die Matura erhielt er am Liceu Pedro Nunes in Lissabon. Er studierte Medizin an der Universität Lissabon und wurde 1931 Assistent am Hospital Miguel Bombarda bei José Sobral Cid (1877–1941).
Zwischen 1934 und 1936 studierte er in anderen europäischen Ländern und hielt sich längere Zeit bei Karl Kleist in Frankfurt am Main und bei Kurt Schneider in München auf, deren unterschiedliche Lehrmeinungen er in sich vereinigte. Danach arbeitete er in Lissabon als Adjunkt an der Psychiatrischen Universitätsklinik unter anderem bei António Egas Moniz. 1946 wurde er zum Professor für Psychiatrie und Gerichtsmedizin berufen. Von 1953 bis 1958 war er außerdem Direktor des Hospital Júlio de Matos. Von Dezember 1974 bis Juli 1977, also in der Zeit der Nelkenrevolution, war er Rektor der Universität Lissabon. 
Barahona Fernandes gehörte 1949 zu den Gründern der Zeitschrift Os Anais Portugueses de Psiquiatria und war bis 1973 deren Herausgeber. Er war Gründer und langjähriger Vorsitzender der Portugiesischen Gesellschaft für Psychologie und Mitgründer der Gesellschaft für geistige Gesundheit, 1972 war er Präsident der portugiesischen Gesellschaft der Arztschriftsteller. Er war Mitglied verschiedener wissenschaftlicher Gesellschaften, darunter der Academia das Ciências de Lisboa. Nach seiner Emeritierung war er von 1978 bis 1983 Präsident der Sociedade de Geografia de Lisboa. 
Barahona Fernandes schrieb neben mehreren Monografien und einer Vielzahl von Zeitschriftenbeiträgen auch Biographien zu Medizinern. Er erhielt 1982 beim Psychiatrischen Weltkongress in Wien eine Wagner-Jauregg-Medaille, sowie verschiedene nationale Orden in Portugal, Brasilien, Spanien und Frankreich.  
Barahona Fernandes war verheiratet mit Inês de Bivar Vianna da Motta, einer Tochter der Sängerin Berta de Bivar und des Pianisten José Vianna da Motta, sie hatten drei Kinder.

## Schriften (Auswahl)
- Schriftenverzeichnis bei Pongratz, 1977, S. 113f.
- No Signo de Hipócrates. Drei Bände, Lissabon : Livraria Luso-Espanhola, 1944, 1956 und 1969
- Egas Moniz, Pioneiro de Descobrimentos Médicos. Biblioteca Breve, 1983
- A Psiquiatria em Portugal, in: Pierre Pichot (Hrsg.): Un siècle de psychiatrie. Laboratoires Roche, 1983
- Antropociências da Psiquiatria e da Saúde Mental. Lissabon : Fundação Calouste Gulbenkian, 1998

autobiografisch
- H.J. Barahona-Fernandes, in: Ludwig J. Pongratz: Psychiatrie in Selbstdarstellungen. Bern : Huber, 1977 ISBN 3-456-80307-9, S. 82–114